# Келлнер, Петер
Петер Келлнер (англ. Peter Kellner) — американский предприниматель, менеджер и социальный инвестор, сооснователь Endeavor Global, Inc. (с 1997), основатель и генеральный партнёр Richmond Global (с 1999); директор AdChina, Ltd., Obopay, Inc. и Athleta, Inc.; создатель и управляющий нескольких некоммерческих организаций и проектов, в частности, JustGive.org, Национальное студенческое партнёрство (англ. National Student Partnerships), Nspnet.org (liftcommunities.org), AllOurKin.org; работает в советах директоров, правлениях и является попечителем ряда общественных и некоммерческих организаций, в частности, Фонда Ашоки (направление молодёжного предпринимательства).

## Биография
Петер Келлнер потомок венгерских иммигрантов.
Дед Петера Келлнера, по его словам, был успешным венгерским банкиром до оккупации страны СССР, когда ему вместе с женой и сыном пришлось перебраться в США в 1947 году.
Петер вспоминает, что во время Второй мировой войны его дед воевал в Сталинграде.
По приезде в Америку дедушка Петера получил работу подметальщика полов на заводе по производству галстуков.
Через пятнадцать лет он «взял у кого-то взаймы» и купил этот завод.
Ещё через некоторое время бабушка и дедушка Петера продали завод и купили ферму в северной части штата Нью-Йорк.
Отец Келлнера работал на рынке слияний и поглощений.
Петер Келлнер получил степень бакалавра в Принстонском университете (1987—1991).
Во время обучения Петер Келлнер создал Национальный форум с участием вузов США, президента Рональда Рейгана и других лидеров, для обсуждения проблему ядерного оружия по телевизору.
Тогда же в 1990 году он познакомился с Биллом Дрейтоном, создавшим глобальную сеть для социальных предпринимателей Ашока.
Под впечатлением от встречи он готов был следовать за Дрейтоном до конца жизни (англ. I am going to attach myself to this guy for the rest of my life).
В 1991 году получил стипендию Фулбрайта (англ. Fulbright Scholar) на поездку в Венгрию.
В 1992 году основал венгерскую Ассоциацию управления окружающей средой и права.
В 1980-х — 1990-х годах основал и управлял несколькими компаниями, включая Ural Petroleum Corporation (занималась чисткой скважин, переименована в Ханты-Мансийскую нефтяную корпорацию) и The Science в России, а также Vectis Group.
Господин Кельнер получил докторскую степень на юридическом факультете Йельского университета (1996—1999) и степень MBA вГарвардской школе бизнеса (1995—2003).
В первый году учёбы в Гарварде — в 1995 году Петер Келлнер основал свой венчурный фонд Richmond Global.
Одним из его первых и сразу успешных проектов стал сервис интернет-объявлений Aquantive, созданные его другом, «который не имел много денег, но имел много великих идей».
После окончания Гарварда путешествовал вместе с Дрейтоном по Латинской Америке и наблюдал за отбором предпринимателей Фондом Ашоки.
В то время он встретил Линду Роттенберг.
Они разговорились, обнаружили общие интересы и подходы, и у них появилась идея: «Давай найдём Стива Джобса в развивающемся мире».
Развивая эту идею в 1997 году, вместе с Линдой Роттенберг, они основали и возглавили международную некоммерческую организацию Endeavor Global, Inc., специализирующейся на социальных инвестициях в малый и средний бизнес в развивающихся странах.
Большая часть модели была заимствована от Ашоки, которым они оба восхищались.
Благодаря ресурсам и управленческим качествам Келлнер организация была запущена и открыла свой первый партнёрский офис в Майами.
Как сообщает сам Петер, он никогда не получал зарплаты в Endeavor, никогда не выставлял счетов за проезд, он просто хотел, чтобы организация росла и развивалась.
C 2007 года директор AdChina, Inc.

## Оценки
5 ноября 2001 года журнал Time включил основателей Endeavor Global Линду Роттенберг и Петера Келлнера в список «100 лучших инноваторов XXI века» (англ. Top 100 Innovators for the 21st Century).
В 2009 году был назван «Молодым глобальным лидером» (англ. Global Young Leader) на Всемирном экономическом форуме.